# Марс-6
«Марс-6» (М-73П № 50) — советская автоматическая межпланетная станция (АМС) серии М-73 по программе «Марс» запущенная 5 августа 1973 года в 17:45:48 UTC. Серия М-73 состояла из четырёх АМС четвёртого поколения, предназначенных для изучения планеты Марс. Космические аппараты «Марс-4» и «Марс-5» (модификация М-73С), должны были выйти на орбиту вокруг планеты и обеспечивать связь с предназначенными для работы на поверхности автоматическими марсианскими станциями. Спускаемые аппараты с автоматическими марсианскими станциями доставляли космические аппараты «Марс-6» и «Марс-7» (модификация М-73П).
Спускаемый аппарат АМС «Марс-6», в отличие от спускаемого аппарата идентичной по конструкции АМС «Марс-7», совершил посадку на планету.

## Технические характеристики

### Орбитальный аппарат
Основным конструктивным элементом, к которому крепятся агрегаты, в том числе, двигательная установка, панели солнечных батарей, параболическая остронаправленная и малонаправленные антенны, радиаторы холодного и горячего контуров системы обеспечения теплового режима и приборная часть, служит блок топливных баков двигательной установки.
Важное отличие модификаций М-73С и М-73П заключается в размещении научной аппаратуры на орбитальном аппарате: в спутниковом варианте научная аппаратура устанавливается в верхней части блока баков, в варианте со спускаемым аппаратом — на коническом переходном элементе, соединяющем приборный отсек и блок баков.
Для аппаратов экспедиции 1973 года КТДУ модифицирована. Вместо основного двигателя 11Д425.000 установлен 11Д425А, тяга которого в режиме малой тяги составляет 1105 кгс (удельный импульс — 293 секунды), а в режиме — большой тяги — 1926 кгс (удельный импульс — 315 секунд).
Блок баков заменен новым — больших габаритов и объёма за счет цилиндрической вставки, при этом применены также увеличенные расходные топливные баки. Установлены дополнительные баллоны с гелием для наддува топливных баков.
В остальном орбитальные аппараты серии М-73 по компоновке и составу бортовой аппаратуры за небольшим исключением повторяли серию М-71.

### Спускаемый аппарат
На орбитальных аппаратах М-73П в верхней части блока топливных баков двигательной установки с помощью цилиндрического переходника и соединительной рамы крепится спускаемый аппарат.
В спускаемый аппарат входят:
- автоматическая марсианская станция (по форме близка к сферической);
- аэродинамический (тормозной) экран;
- контейнер с парашютно-реактивной системой, состоящей из парашюта и двигателя мягкой посадки;
- соединительной рамы с системами, которые управляют движением аппарата на этапе отделения его от орбитального отсека и уводом его с пролетной траектории на «попадающую». После маневра по изменению траектории рама отделяется от спускаемого аппарата.

В спускаемом аппарате была установлена аппаратура для измерения температуры и давления атмосферы, масс-спектрометрического определения химического состава атмосферы, измерения скорости ветра, определения химического состава и физико-механических свойств поверхностного слоя, а также для получения панорамы с помощью телевизионных камер.

### Масса
Общая масса КА «Марс-6» составила 3880 кг, из них масса научной аппаратуры орбитального отсека — 114 кг, масса спускаемого аппарата — 1000 кг. Корректирующая двигательная установка заправлена 598,5 кг топлива: 210,4 кг горючего и 388,1 кг окислителя.
Масса спускаемого аппарата при входе в атмосферу Марса — 844 кг.
Масса автоматической марсианской станции после посадки — 355 кг, из них масса научной аппаратуры — 19,1 кг.

### Технологическая новизна проекта
Впервые в практике отечественной космонавтики в одной межпланетной экспедиции одновременно участвовали четыре автоматических космических аппарата.
При подготовке экспедиции продолжена начатая для аппаратов серии М-71 модернизация наземных экспериментальной и испытательной баз, командно-измерительного наземного комплекса.
Так, для проверки и уточнения тепловых расчетов созданы специальные вакуумные установки, оснащённые имитаторами солнечного излучения. Аналог автоматических КА прошел в них полный объём комплексных тепловакуумных испытаний, задача которых состояла в проверке способности системы терморегулирования поддерживать температурный режим в заданных пределах на всех этапах эксплуатации.

## Задачи и цели полета

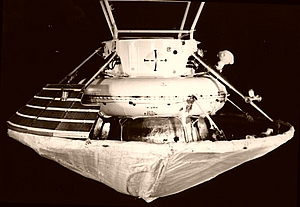
Спускаемый аппарат.

- доставка СА в околопланетную область и обеспечение требуемых условий по баллистике для проникновения СА в атмосферу Марса;
- осуществление посадки исследовательского зонда (автоматической марсианской станции — АМС) на поверхность планеты;
- выполнение научной программы.[1]

### Пролётным аппаратом
- изучение распределения водяного пара по диску планеты;
- определение газового состава и плотности атмосферы;
- изучение рельефа поверхности;
- определение яркостной температуры атмосферы и распределения концентрации газа в атмосфере,
- определение диэлектрической проницаемости, поляризации и температуры поверхности планеты;
- измерение магнитного поля по трассе перелета и вблизи планеты;
- исследование электрического поля в межпланетной среде и у планеты;
- изучение пространственной плотности метеорных частиц;
- исследование солнечного ветра при перелете;
- исследование спектра и состава солнечных космических лучей;
- регистрация космических излучений и радиационных поясов планеты.[1]

### Спускаемым аппаратом
- измерения плотности, давления и температуры атмосферы по высоте;
- измерения, связанные с определением химического состава атмосферы;
- исследования типа поверхностных пород и распределения в них некоторых элементов;
- измерения скорости ветра и плотности газа;
- получение двухцветной стереоскопической телепанорамы места посадки АМС;
- определение механических характеристик поверхностного слоя грунта.[1]

## Реализация проекта
Все космические аппараты серии М-73 успешно прошли весь цикл наземных испытаний. Запуски этих автоматических космических аппаратов в соответствии с советской программой исследования космического пространства и планет солнечной системы осуществлены в июле — августе 1973 г.

## Полёт

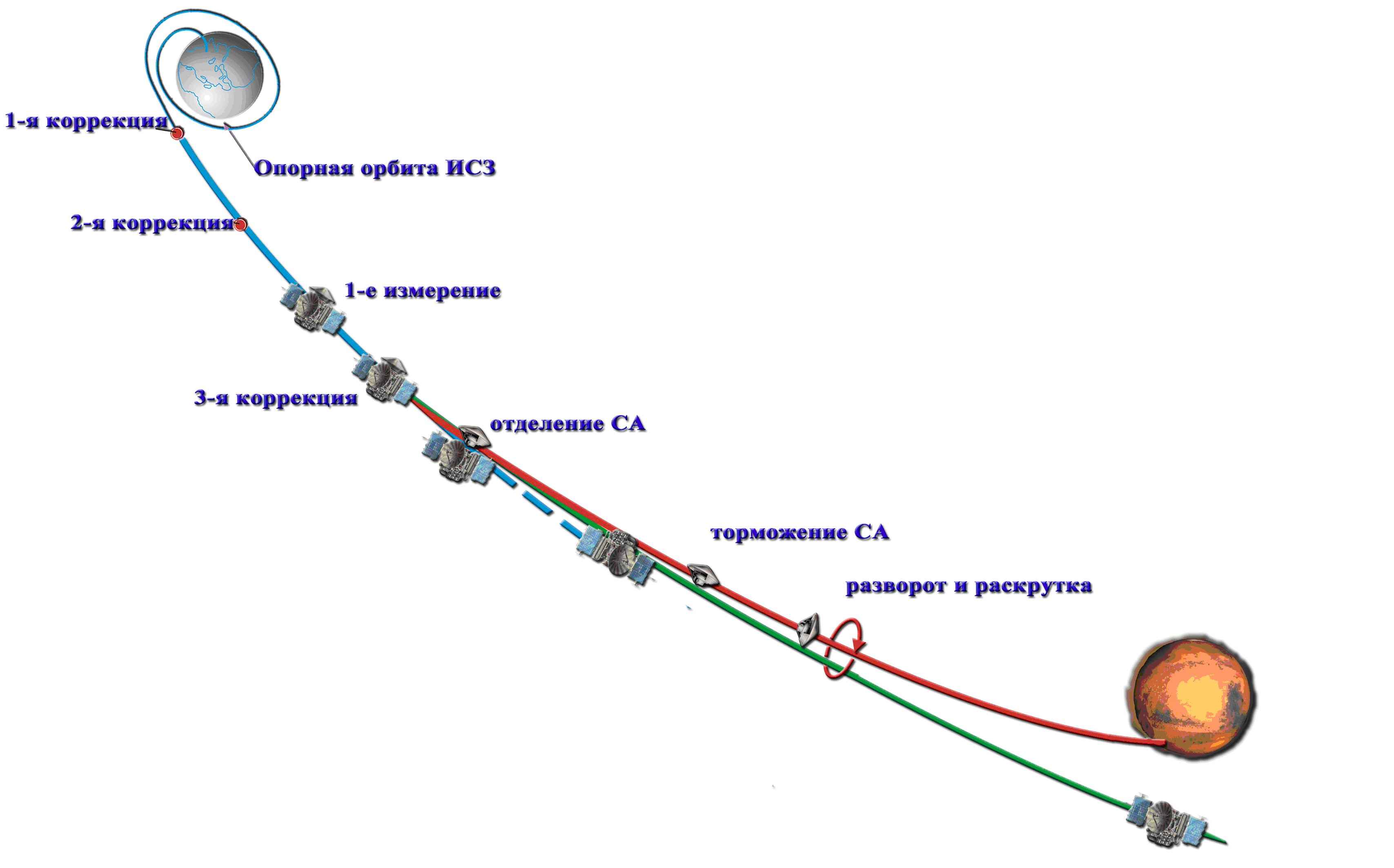
Схема полёта.

В полете КА М-73П («Марс-6 и 7»), предназначенных для доставки спускаемого аппарата, полностью повторяется схема отделения и десантирования СА на марсианскую поверхность, которая была разработана для предшествующей экспедиции М-71.
Важнейший этап экспедиции — посадка на марсианскую поверхность — осуществляется следующим образом. Вход спускаемого аппарата в атмосферу происходит в заданном диапазоне углов входа, со скоростью около 6 км/с. На участке пассивного аэродинамического торможения устойчивость спускаемого аппарата обеспечивается его внешней формой и центровкой.
Орбитальный (пролетный) аппарат после отделения СА и при последующем сближении с Марсом — в этом заключается отличие от схемы полета М-71 — с помощью гироплатформы разворачивается таким образом, что антенны метрового диапазона повернуты для приема сигнала со спускаемого аппарата, а остронаправленная антенна — для передачи информации на Землю. После завершения работы с автоматической марсианской станцией аппарат продолжает полет по гелиоцентрической орбите.

### Управление полётом
Для работы с КА серии М-73 использован наземный радиотехнический комплекс «Плутон», расположенный на НИП-16 близ Евпатории. При приеме информации с космических аппаратов на больших расстояниях для повышения потенциала радиолинии применено суммирование сигналов с двух антенн АДУ 1000 (К2 и К3) и одной антенны КТНА-200 (К-6). Выдача команд осуществляется через антенны АДУ 1000 (К1) и П 400П (К8) на второй площадке НИП-16. Обе антенны оснащены передатчиками дециметрового диапазона «Гарпун-4», способными излучать мощность до 200 кВт.
С точки зрения сеансного управления КА в логику функционирования бортовых систем внесены некоторые изменения: для аппаратов М-73П исключён типовой сеанс 6Т, предназначенный для торможения и выхода на орбиту спутника Марса.

## Выполнение программы полета
КА «Марс-6» (М-73П № 50) запущен с левой пусковой установки площадки № 81 космодрома Байконур 5 августа 1973 года в 20:45:48 ракетой-носителем «Протон-К». С помощью трёх ступеней ракеты-носителя «Протон-К» и первого включения ДУ разгонного блока КА выведен на промежуточную ОИСЗ высотой 174,9—162,9 км. Вторым включением ДУ разгонного блока через ~ 1 час 20 минут пассивного полета осуществлён переход КА на траекторию полёта к Марсу. В 22:04:09,6 КА отделился от разгонного блока.
13 августа 1973 года выполнена первая коррекция траектории движения. При закладке уставок снялась готовность первого канала БЦВМ САУ, однако при проведении сеанса коррекции она восстановилась. Импульс коррекции составил 5,17 м/с, время работы двигателя на малой тяге — 3,4 секунды, расход топлива — 11,2 кг.
Почти сразу же отказал первый комплект бортового магнитофона ЭА-035. Ситуацию исправили переключением на второй комплект. Однако всего лишь через месяц после старта, 3 сентября 1973 года, на аппарате отказала телеметрия, в результате чего стало невозможно получать информацию в режиме непосредственной передачи по дециметровому каналу, а по сантиметровому можно было передавать информацию только в режиме воспроизведения, причём только информацию с ФТУ и видеомагнитофона. Пришлось изменить технологию управления, и в течение всего перелёта выдавать все команды по два-три раза «вслепую», контролируя их прохождение только по косвенным признакам.
Через 15 минут после отделения сработал тормозной двигатель СА, а спустя 3,5 часа спускаемый аппарат вошёл в атмосферу Марса в 09:05:53 со скоростью 5600 м/с (20160 км/ч). Угол входа составил −11,7°. Сначала торможение шло за счёт аэродинамического экрана, а через 2,5 минуты, при достижении скорости 600 м/с (2160 км/ч), была введена в действие парашютная система.
На этапе парашютного спуска на высотах от 20 км до поверхности и ниже проводились измерения температуры и давления, а также определялся химический состав атмосферы. В течение 149,22 секунды результаты передавались на пролётный аппарат, но полезная информация выделена только из сигнала от радиокомплекса СА. Сигнал с КД 1, включённого за 25 минут до входа в атмосферу, был очень слабый, поэтому информацию с него расшифровать не удалось.
Весь участок спуска — от входа в атмосферу и аэродинамического торможения до снижения на парашюте включительно — продолжался 5,2 минуты. Общее время спуска на парашюте начиная с момента подачи сигнала на ввод парашютной системы составило 151,6 секунды. Во время спуска не было цифровой информации с прибора МХ 6408М, зато с помощью приборов «Зубр», ИТ и ИД была получена информация о перегрузках, изменении температуры и давления.
Непосредственно перед посадкой связь с СА потеряна. Последняя полученная с него телеметрия подтвердила выдачу команды на включение двигателя мягкой посадки. Новое появление сигнала ожидалось через 143 секунды после пропадания, однако этого не произошло.
Район посадки спускаемого аппарата «Марс-6» был выбран в низменной части Эритрейского моря в южном полушарии Марса. Координаты точки прицеливания 25° ю. ш., 25° з. д. Спускаемый аппарат по данным обработки траекторных измерений проведенной в 1974 году совершил посадку в область с номинальными координатами 23,9° ю. ш. и 19,5° з. д.. (По данным другой обработки траекторных измерений проведенной в 1974 году в область Margaritifer Terra с номинальными координатами 23,54° ю. ш., 19,25° з. д.) Посадка произошла в расчётную область разброса координат.
Однозначно причину неудачного завершения работы с СА определить не удалось. К наиболее вероятным версиям относятся:
- аппарат разбился, в том числе, по причине отказа радиокомплекса, хотя скорость спуска и работа двигателя мягкой посадки соответствовали расчетным (аппарат был рассчитан на ударное ускорение при посадке 180 g, а в периферийных местах до 240 g);
- к аварийной ситуации привело превышение амплитуды колебаний аппарата под действием марсианской бури в момент включения двигателей мягкой посадки.

### Результаты
Программа полета КА «Марс-6» выполнена частично. Программа спускаемого аппарата закончилась провалом.
Научные результаты
Спускаемый аппарат «Марса-6» совершил посадку на планету, впервые передав на Землю данные о параметрах марсианской атмосферы, полученные во время снижения.
Спускаемый аппарат Марса-6 проводил измерения химического состава марсианской атмосферы при помощи масс-спектрометра радиочастотного типа. Вскоре после раскрытия основного парашюта сработал механизм вскрытия анализатора, и атмосфера Марса получила доступ в прибор. Сами масс-спектры должны были передаваться после посадки и на Земле получены не были, однако при анализе параметра ток магнитоионизационного насоса масс-спектрографа, переданного по телеметрическому каналу в ходе парашютного спуска, было предположено, что содержание аргона в атмосфере планеты может составлять от 25 % до 45 %.
На спускаемом аппарате осуществлялись также измерения давления и окружающей температуры; результаты этих измерений весьма важны как для расширения знаний о планете, так и для выявления условий, в которых должны работать будущие марсианские станции.
Совместно с французскими учеными выполнен также радиоастрономический эксперимент — измерения радиоизлучения Солнца в метровом диапазоне. Прием излучения одновременно на Земле и на борту космического аппарата, удаленного от нашей планеты на сотни миллионов километров, позволяет восстановить объемную картину процесса генерации радиоволн и получить данные о потоках заряженных частиц, ответственных за эти процессы. В этом эксперименте решалась и другая задача — поиск кратковременных всплесков радиоизлучения, которые могут, как предполагается, возникать в далеком космосе за счет явлений взрывного типа в ядрах галактик, при вспышках сверхновых звезд и других процессах.

## Поиск места падения
В 2014 году любители космонавтики во главе с известным блогером и популяризатором космических исследований Виталием Егоровым проводили визуальный просмотр и анализ снимков высокого разрешения предполагаемой зоны посадки спускаемого аппарата, которые были сделаны спутником Mars Reconnaissance Orbiter (MRO).
В 2018 г. российские исследователи нашли вероятное место, где разбился спускаемый аппарат. Моделирование показало, что «Марс-6» должен был оставить кратер диаметром около четырёх метров при падении на твёрдый грунт и диаметром около пяти метров при падении в мягкий грунт; станция могла также отскочить при ударе на расстояние до 99 метров. Именно такой кратер исследователи нашли в низменной части Эритрейского моря в южном полушарии планеты.